# Напролом. Мистецтво перетворювати перешкоди на перемоги
Напролом. Мистецтво перетворювати перешкоди на перемоги (англ. The Obstacle Is the Way: The Timeless Art of Turning Trials into Triumph) — третя книга письменника Раяна Голідея. Вона була опублікована у 2014 році. Це книга, яка пропонує людям структуру для перетворення перешкод у можливості, — підхід, розроблений Голідеєм. Він був натхненний філософією стоїцизму.

## Огляд
Назва книги взята з цитати з «Роздумів», серії особистих нотаток римського імператора Марка Аврелія: «Перешкода до дії сприяє дії. Те, що стоїть на заваді, стає шляхом». Голідей використовує «Роздуми» Аврелія та філософію стоїцизму, щоб розширити центральну тему книги, яка полягає в тому, що те, як ми реагуємо на перешкоди, є тим, що визначає нас. Голідей стверджує, що якщо людина навчиться керувати перешкодами на шляху до успіху (як це робили багато людей з різними типами успіху), він чи вона справді можуть бути кращими для цього.
У Напролом структура, яку пропонує Голідей, складається з трьох дисциплін: сприйняття, дія та воля. Пояснюючи цю структуру, Голідей доповнює кожен розділ історичними анекдотами та діячами з політики, торгівлі, спорту та історії, зокрема Теодора Рузвельта, Демосфена, Джона Д. Рокфеллера, Амелії Ергарт, Лори Інґлз Вайлдер, Улісса С. Гранта, Барака Обами, Стіва Джобса, серед інших.
Автор пояснює мету, з якою він написав книгу, написавши: «Якщо все, що робить ця книга, — це трохи робить легшим зіткнення з такими каменями спотикання та допомагає розібрати їх, — цього буде достатньо. Але моя мета вища. Я хочу показати вам шлях до перетворення кожної перешкоди на перевагу. Це буде книга про безжальний прагматизм і історії, які ілюструють мистецтво невтомної наполегливості та невтомної винахідливості. Вона вчить вас, як звільнитися від багатьох негативних ситуацій, з якими ми стикаємося в нашому житті, або принаймні витягнути з них будь-яку вигоду…».

## Сприйняття
Було продано понад 100 000 примірників з моменту виходу книги та перекладено на 17 мов. Після виходу, книга повільно поширилася серед професійних спортивних спільнот і її читали ряд видатних спортсменів і головних тренерів, у тому числі Джо Меддон з «Чикаго Кабс», баскетбольний тренер Шака Смарт, тенісний професіонал Джеймс Макгі, лінійний НФЛ Гаррет Гілкі, олімпійська золота медалістка Чандра Крофорд та інші. На шляху до перемоги в Суперкубку 2014 року Майкл Ломбарді та Білл Белічик з «Нью-Інгленд Петріотс» розповсюдили примірники серед своїх співробітників і гравців. У сезоні 2015 року генеральний директор «Сіетл Сігокс» Джон Шнайдер і Піт Керрол розповсюдили книгу в роздягальні команди.

## Переклади українською
- Раян Голідей (2017). Напролом. Мистецтво перетворювати перешкоди на перемоги. Переклад: Олександра Асташова. Наш Формат. с. 168. ISBN 978-617-7388-13-4.